# 塞迪科
塞迪科（義大利語：Sedico），是意大利威尼托大区贝卢诺省的一个市镇。总面积91.42平方公里，人口9820人，人口密度107.4人/平方公里（2009年）。国家统计（ISTAT）代码为025053。